# Fidonie des Pyrénées
Crocota peletieraria
Espèce
Synonymes
- Cleogene peletieraria (Duponchel, 1830)

La Fidonie des Pyrénées (Crocota peletieraria) est une espèce de Lépidoptères de la famille des Geometridae et du genre Crocota, décrite par Philogène Auguste Joseph Duponchel en 1830.

## Répartition
Comme son nom l'indique, l'aire de répartition de cette espèce est limitée à la chaîne montagneuse des Pyrénées où elle s'observe à partir de 1200 mètres d'altitude,. Certaines observations faites dans la Cordillère Cantabrique laissent à penser que l'espèce est présente dans l'ensemble de la bande Cantabrique-Pyrénées,.

## Description
- Imago :  Facilement reconnaissable à sa couleur uniforme qui est gris foncé chez les mâles et blanc cassée chez les femelles. La femelle est plus petite que le mâle[5],[6].
- Chrysalide : La chrysalide est d'un brun rougeâtre, le cocon est formé à partir de débris de feuilles mortes et de soie[6].
- Larve : Juste après l'éclosion la chenille a le corps de couleur grise, plus sombre dans la partie antérieure, avec une tête jaunâtre tirant sur le rouge. Au cours de ses différentes mues la chenille la couleur grise du corps va s'assombrir et sera traversé par des bandes de couleurs brunes[6].
- Œuf : De forme ovale avec des arêtes émoussées et arrondies, la section médiane et horizontale forme un triangle curviligne. La surface est lisse et luisante de couleur jaunâtre qui tend vers le rougeâtre à l'approche de l'éclosion qui a lieu douzaine de jours après la ponte[6].

## Biologie
La Fidonie des Pyrénées se retrouve dans les pâturages et prairies humides d'altitude,. La chenille se nourrit sur diverses plantes basses, elle a été élevée avec de l'Oseille, de l'Achillée millefeuille, du Plantain et diverses Fabaceae,.
Cette espèce hiberne sous forme de chenille.